# Repubblica Socialista Sovietica Autonoma di Tuva
La Repubblica Socialista Sovietica Autonoma di Tuva (in russo Тувинская Автономная Советская Социалистическая Республика?, Tuvinskaja Avtonomnaja Sovetskaja Socialističeskaja Respublika; in tuvano Тыва Автономнуг Совет Социалистиг Республика, Tıva Avtonomnug Sovet Socialistig Respublika), o RSSA Tuvana (in russo Тувинская АССР?, Tuvinskaja ASSR; in tuvano Тыва АССР, Tıva ASSR), era una repubblica autonoma della RSFS russa. È stata creata il 10 ottobre 1961 dall'Oblast' autonoma di Tuva. Il suo territorio consisteva in 175.000 chilometri quadrati e confinava con la Mongolia a sud, RSSA di Buriazia a est, Altai Krai a ovest e Krasnoyarsk Krai a nord. La RSSA di Tuva è stato insignita dell'Ordine di Lenin il 9 ottobre 1964 per commemorare il 20º anniversario della sua incorporazione nell'Unione Sovietica, nonché dell'Ordine dell'Amicizia dei Popoli il 29 dicembre 1972 per onorare il 50º anniversario dell'URSS. Il più alto organo di governo nella RSSA di Tuva era il Soviet Supremo, composto da 130 deputati con mandato quinquennale.

## Economia della RSSA Tuvana
L'economia della Repubblica Socialista Sovietica Autonoma di Tuva era composta principalmente da due settori primari: l'agricoltura e l'estrazione mineraria. Le sue colture principali erano il grano e l'orzo e in contrasto con l'agricoltura in gran parte indigena, l'industria tuvana è stata in gran parte alimentata dal lavoro degli immigrati russi.

## Costruzione etnica della RSSA Tuvana
Nonostante l'immigrazione russa e il sistema educativo sia secondario che post-secondario che venivano condotti quasi esclusivamente in russo negli anni '90, i tuvani sono rimasti la più grande etnia di Tuva (circa 206.000 residenti erano di etnia tuvana e 98.000 erano di etnia russa nel 1990. Per gran parte della sua esistenza, è stata sede di numerosi campi di prigionia e colonie di lavoro.

### Scontri etnici

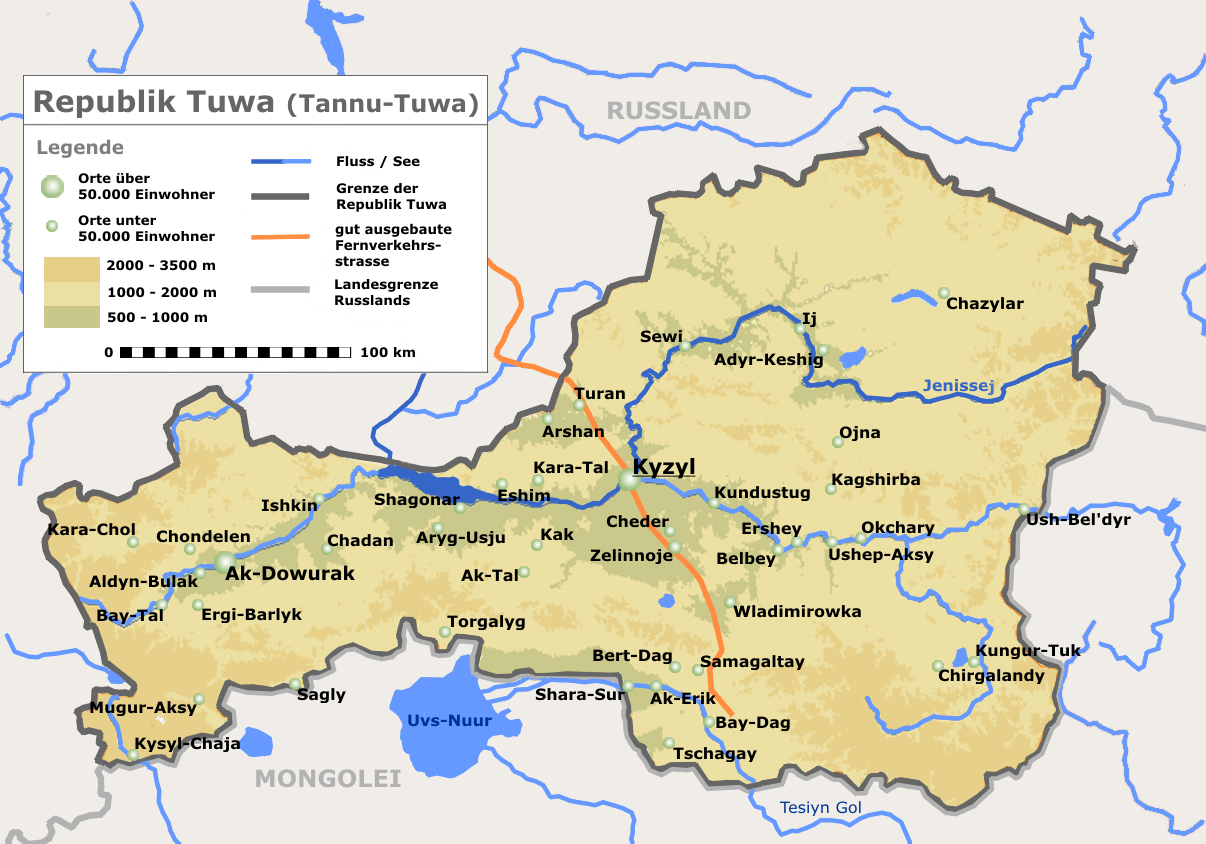
Mappa della Repubblica di Tuva, ex Repubblica popolare di Tuva.

Il 1990 ha visto l'inizio di scontri etnici tra la minoranza russa e la maggioranza tuvana, anche se secondo il politico e scrittore estone Toomas Alatalu, l'entità di questi attacchi è stata ampiamente esagerata dai media russi. Ciò è avvenuto a seguito delle numerose politiche che alienavano la popolazione indigena a favore della popolazione russa minoritaria, come la politica dell'ammissione obbligatoria dei figli di allevatori di bestiame nei collegi russi.

## Le elezioni di Tuva del 1990 e le elezioni federali russe del 1991
Nonostante le tensioni etniche, secondo Toomas Alatalu, Tuva era diventata un baluardo del conservatorismo sovietico alimentato dalla forte partitocrazia che era cresciuta all'interno della piccola repubblica. Le elezioni tuvane del 1990 sono state le prime dall'incorporazione di Tuva nell'URSS che tutte e tre le posizioni di potere all'interno dell'amministrazione tuvana erano detenute da etnia tuvana. Le elezioni presidenziali russe del 1991 videro Tuva essere una delle poche repubbliche autonome a votare in modo schiacciante per il candidato del Partito Comunista Nikolaj Ryžkov, con il 65% dei voti andato a Ryžkov e il 15% a Boris El'cin. Nel 1991 una coalizione di forze democratiche, inclusi leader giovanili e intellettuali, ha avviato uno sciopero della fame il 27 agosto, chiedendo le dimissioni della leadership della repubblica. Il 28 agosto fu convocata una riunione del Parlamento, dove Chimit-Doru Ondar, allora presidente del Soviet Supremo, si dimise e tutti i beni del Partito Comunista furono assorbiti dal governo. Questa azione portò allo scioglimento della Repubblica Socialista Sovietica Autonoma di Tuva. Il 31 marzo 1992, il suo successore, la Repubblica di Tuva, è diventata membro costitutivo della Federazione Russa.